# Gymnasium am Mosbacher Berg
Das Gymnasium am Mosbacher Berg ist ein neusprachliches Gymnasium in Wiesbaden-Mitte mit naturwissenschaftlichem Fokus. 

## Geschichte
Die Schule ging 1969 aus der Teilung eines humanistischen Gymnasiums hervor und gehört zu den größten Gymnasien Wiesbadens.
Die Schule wurde am 1. August 1969 unter dem damaligen Schulleiter Erich Goelitz eröffnet. Zur Einweihung besuchten 884 Schüler in 32 Klassen die Schule und 46 Lehrer waren beschäftigt.

## Profil
Zum Schuljahr 2023 besuchten 1257 Schüler in 51 Klassen die Schule. Weiterhin sind etwa 100 Lehrer beschäftigt. Die Schule bietet im Rahmen seiner neusprachlichen und internationalen Ausrichtung unter anderem Austauschprogramme mit der englischen Stadt Ingatestone bei London oder dem französischen Überseedepartement La Reunion an. Die Schule nimmt unter anderem auch an der Vergabe des sprachlichen Exzelllenzlabels CertiLingua teil.

## Bekannte Persönlichkeiten

### Schüler
- Michael Kessler (* 1967), Schauspieler
- Jens Harzer (* 1972), Schauspieler
- Stefan Migge (* 1982), Schauspieler
- Patrick Ludovicus Schmitz (* 1978), Regisseur
- Kira Linn (* 1993), US-amerikanisch-deutsche Jazzmusikerin

### Lehrer
- Helmut May (1929–2013), Komponist
- Hartmann Wunderer (1950–2016), Historiker